# Pantoporia zilana
Pantoporia zilana är en fjärilsart som beskrevs av Hans Fruhstorfer 1906. Pantoporia zilana ingår i släktet Pantoporia och familjen praktfjärilar. Inga underarter finns listade i Catalogue of Life.